# ウェストハム・ユナイテッドFC
ウェストハム・ユナイテッド・フットボール・クラブ（West Ham United Football Club）は、イングランドの首都ロンドン東部をホームタウンとする、イングランドプロサッカーリーグ（プレミアリーグ）に加盟するプロサッカークラブ。愛称はハマーズ（Hammers）、アイアンズ（Irons）。

## 概要
ロンドンっ子の象徴とされるコックニー訛りが飛び交う東ロンドンの下町地域に本拠を構える。サポーター層は純労働者階級が多数である。ロンドンの同地区を本拠地とするミルウォールFCやレイトン・オリエントFCとの対戦がダービーマッチに当る。
クラブの特徴は、育成に実績のあるユース組織を備えており、有望な若手を発掘、育成し、ビッグクラブへ放出するという典型的な「売り手」型であるといえる。近年はその傾向が顕著で、ジョー・コール、リオ・ファーディナンド、フランク・ランパード、マイケル・キャリック、ジャーメイン・デフォー、 デクラン・ライスなどのイングランド代表選手は皆ウェストハムのユース出身である。彼らはトップチームで頭角を現し、後にビッグクラブに移籍している。
現在のホームスタジアムはロンドン・スタジアムで、2016年に1914年から112年間、本拠地として使用したアップトン・パーク（収容人数35,303人）から移行した。スタジアムでは、クラブの代表的な応援歌でもある「I'm Forever Blowing Bubbles」が試合開始前後にシャボン玉とともに流れ、サポーターはサビ部分をアカペラで合唱する。
92チームの中で、歴代の監督数が最も少ないという記録を持っており、126年間の歴史の中で、監督は22人（暫定監督も含む）のみである。しかし、2000年代に入ってからは成績が安定しないせいか、監督交代が相次いでいる。

## 歴史

### 2000年代以前
1895年、東ロンドンの造船会社テムズ・アイアンワークス（Thames Ironworks）の社員チームとして結成された。クラブの愛称「アイアンズ」「ハマーズ」はこのルーツに由来する。1898年に南部2部リーグに加入しプロ化され、その後1部に昇格。クラブの運営をめぐる争いの末、テムズ・アイアンワークスFCは1900年に解散し、その後すぐにウェストハム・ユナイテッドFCが結成された。
南部1部リーグでの試合を続けながら、1901年にウエスタンリーグに加入した。1907年にウエスタンリーグ1B部のチャンピオンとなると、1A部のフラムを1-0で破り、ウエスタンリーグで優勝した。

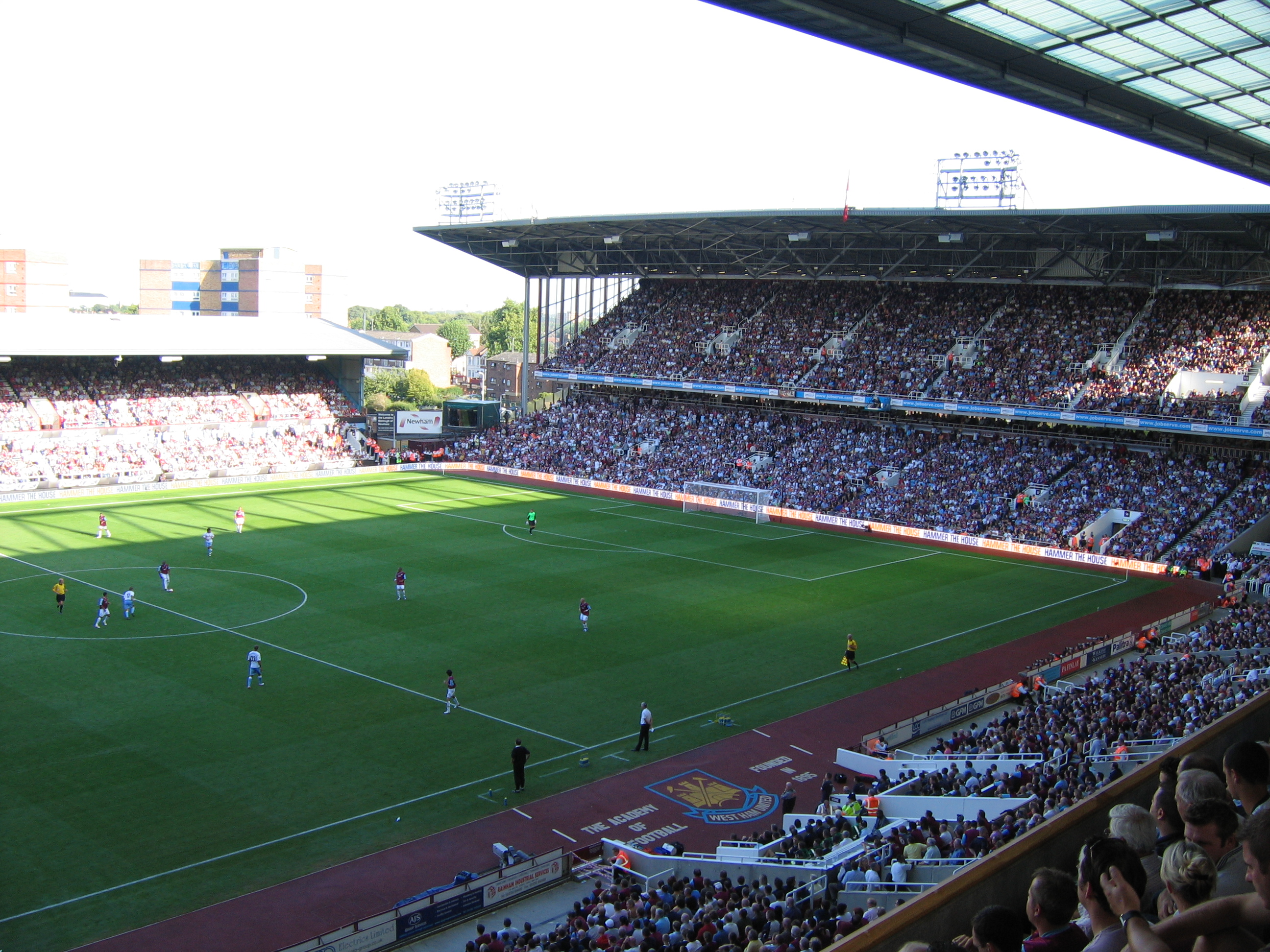
オープンから2016年まで使われたかつての本拠地アップトン・パーク

1919年にフットボールリーグ2部に加入し、1923年に1部に昇格。同年には初のFAカップ決勝に進出した。この時の対戦相手はボルトンである。1932年に2部に降格し、その後の30年はほとんどを2部で過ごしたが、1958年に再び1部に昇格した。1940年にフットボールリーグウォーカップで初優勝した。
1961年、ロン・グリーンウッドが監督に就任すると、1964年にFAカップ優勝、1965年にUEFAカップウィナーズカップ優勝を果たす。1966年のFIFAワールドカップの時のイングランド代表の主要メンバーは、キャプテンのボビー・ムーア、マーティン・ピータース、ジェフ・ハーストといったウェストハムの選手達であった。1974-75シーズンにグリーンウッドは総合監督に就任し、アシスタントのジョン・ライアルを監督に任命した。1976年に再びUEFAカップウィナーズカップ決勝に進出したが、2-4でアンデルレヒトに敗れた。FAカップは1964年、1975年、1980年に優勝。1923年と2006年にも決勝に出場した。

### 2000年代
2004-05シーズンにチャンピオンシップで6位ながらも、プレミアリーグ昇格プレーオフで勝利を収めて昇格を果たした。昇格直後の2005-06シーズンのリーグ戦で9位に入り、FAカップでも準優勝している。クラブは2006年11月に、実業家エガート・マグヌソン率いるアイスランドのグループによって1億2600万ユーロ（約200億円）で買収された。マグヌソンはアイスランド・サッカー協会会長とUEFA理事会理事を兼任している。
2006-07シーズン、初めにワールドカップ・ドイツ大会で活躍したアルゼンチン代表のカルロス・テベス、ハビエル・マスチェラーノを補強して注目を集めたが、同シーズンは前シーズンから一転して苦しい戦いとなった。開幕から数試合はまずまずの成績だったものの、その後ほとんど勝てなくなり、3月4日、トッテナムとのロンドンダービーでショッキングな逆転負けを喫するとついに最下位に転落してしまう。しかし3月17日のブラックバーン戦で勝利すると、最後の9試合を7勝2敗の好成績で乗り切り、最終的に15位でシーズンを終えた。
2007-08シーズンはプレミアリーグ10位で終わった。2008-09シーズンは早々、2006年12月より前監督アラン・パーデューに代わり指揮をしていたアラン・カービシュリー監督が辞任し、ジャンフランコ・ゾラがクラブ史上の12人目の監督に就任した。2009-10シーズンは降格圏と勝ち点5差の17位で終わり、シーズン終了2日後の2010年5月11日にゾラを解任し、6月3日、アヴラム・グラントが4年契約で監督に就任した。

### 2010年代
2010-11シーズンはシーズンを通して降格圏に低迷し、2011年5月15日にウィガンにアウェーで2-3で敗れてチャンピオンシップへの降格が決まった。試合後にグラントを解任し、6月1日、サム・アラダイスが監督に就任した。
2011-12シーズンはリーグ3位で昇格プレーオフに回り、準決勝でカーディフ・シティを破り、2012年5月19日に行われた決勝でブラックプールに2-1で勝利して1年でプレミアリーグに復帰した。以降のシーズンではプレミアリーグに定着しているものの、2013-14シーズンはシーズン途中にディラン・トンビデスを精巣がんで亡くしてしまう。2014-15シーズンはマウロ・サラテ、シェイフ・クヤテ、エネル・バレンシア、ディアフラ・サコ、アレクサンドル・ソングらを獲得した一方で、ジョー・コールやアルー・ディアッラらを放出した。冬の移籍市場ではネネを獲得。
2015-16シーズンはペドロ・オビアング、ディミトリ・パイェ、アンジェロ・オグボンナ、マヌエル・ランシーニ、ニキツァ・イェラヴィッチ、マイケル・アントニオ、ビクター・モーゼスを獲得。またソングをバルセロナから再獲得した。一方でカールトン・コール、ネネ、スチュワート・ダウニング、ケヴィン・ノーランらを放出。
2016-17シーズンより、本拠地を2012年ロンドンオリンピックとパラリンピックのメイン競技場として使用されたロンドン・スタジアムに移した。移籍市場ではソフィアン・フェグリ、アンドレ・アイェウ、ホーヴァル・ノルトヴェイト、アルバロ・アルベロア、ギョクハン・トレ、シモーネ・ザザらを獲得した。冬の移籍市場ではパイェがオリンピック・マルセイユに移籍したが、ジョゼ・フォンテ、ロバート・スノッドグラスを獲得した。
2017-18シーズン、夏の移籍市場でパブロ・サバレタ、ジョー・ハート、マルコ・アルナウトヴィッチらを獲得したが、開幕から3連敗など、リーグ序盤戦から低調なパフォーマンスが続き、11月にスラベン・ビリッチ監督を解任した。後任にはデイヴィッド・モイーズを置き、前政権よりかは持ち直したものの、勝ちきれない試合が多く、最終的には、13位でシーズンを終えた。アルナウトヴィッチがチーム最多の11得点を記録した。
2018-19シーズン、監督にチリ人のマヌエル・ペレグリーニを招集し、移籍市場では夏冬通じて10人もの選手を獲得した。スウォンジーからウカシュ・ファビアンスキを、トゥールーズからイッサ・ディオプ、ラツィオからはフェリペ・アンデルソンら獲得した。リーグ戦では開幕から4連敗を喫するなど最悪のスタートとなったが、徐々に復調。結果リーグ10位でシーズンを締めくくった。
2019-20シーズンは低調な出来が続き、20節のレスター・シティ戦の敗北を受けマヌエル・ペレグリーニ監督を解任。後任としてデイヴィッド・モイーズが再び就任した。冬の移籍市場ではハル・シティからジャロッド・ボーウェン、スラヴィア・プラハからトマーシュ・ソウチェクを獲得。モイーズ就任以降は守備が安定し、最終的に16位でシーズンを終えた。

### 2020年代
2020-21シーズンもモイーズ体制が継続。夏の移籍市場ではワトフォードFCからセンターバックのクレイグ・ドーソン、ソウチェクの推薦を受けスラヴィア・プラハからヴラディミール・ツォウファル、ブレントフォードからサイード・ベンラーマを獲得した。開幕戦のニューカッスル・ユナイテッド戦では低調なパフォーマンスで0-2の敗戦を喫し、降格候補の筆頭とも言われた。しかし2節のアーセナルFC戦以降5バックを導入したことで攻守に改善を見せる。3節のウルヴァーハンプトン・ワンダラーズFC戦で4-0と今季初勝利を記録すると、4節のレスター・シティ戦でも3-0と大勝した。5節のトッテナム・ホットスパーFC戦では前半に3得点を浴びるも、80分からファビアン・バルブエナ、ダビンソン・サンチェスのオウンゴール、マヌエル・ランシニのゴールで追いついた。その後も安定したパフォーマンスで勝ち点を積み上げ、1月にはマンチェスター・ユナイテッドFCからジェシー・リンガードをレンタルで獲得。デビュー戦のアストン・ヴィラFC戦で2ゴールを挙げる活躍を見せると、その後もハイパフォーマンスを連発し、トップ下のレギュラーとしてチームを牽引した。UEFAチャンピオンズリーグ出場までにはあと一歩届かなかったものの、最終的にシーズンを6位で終えUEFAヨーロッパリーグの出場権を獲得した。
2021-22シーズン、チェルシーFCからフランス代表センターバックのクル・ズマを約3000万ポンドの移籍金で獲得。さらにCSKAモスクワからクロアチア代表ミッドフィルダーのニコラ・ヴラシッチを完全移籍で獲得。またスパルタク・モスクワからチェコ代表ミッドフィルダーのアレックス・クラールを買取りオプション付きのレンタルで獲得した。
2022-23シーズン、UEFAヨーロッパカンファレンスリーグでは決勝でACFフィオレンティーナを2-1で破って優勝を果たした。

## ユニホーム
| 年度    | メーカー  | 胸スポンサー    |
| ------- | --------- | --------------- |
| 1976–80 | Admiral   | なし            |
| 1980–83 | Adidas    | なし            |
| 1983–87 | Adidas    | AVCO Trust      |
| 1987–89 | Scoreline | AVCO Trust      |
| 1989–93 | Bukta     | BAC Windows     |
| 1993–97 | Pony      | Dagenham Motors |
| 1997–98 | Pony      | None            |
| 1998–99 | Pony      | Dr. Martens     |
| 1999–03 | Fila      | Dr. Martens     |
| 2003–07 | Reebok    | Jobserve        |
| 2007–08 | Umbro     | XL.com          |
| 2008–10 | Umbro     | SBOBET          |
| 2010–13 | Macron    | SBOBET          |
| 2013-15 | Adidas    | alpari          |
| 2015-   | Umbro     | betway          |

## エンブレム
エンブレムは1923年のFAカップ決勝進出時に、チーム発足にちなんだ2本のハンマーを交叉させたマークが使われたのがはじまりである。1950年に正式なエンブレムが決まった。1965年のヨーロッパカップの際にエンブレムに城の図案が追加されたが、この城は地元のブーリン城であり、名称はアン・ブーリンが元になっている。
一時ハンマーのみの図案に戻されたが、1997年にワインレッドと水色、そして城とハンマーを黄色で描くエンブレムになった。現在は再びハンマーのみの図案になっている。
チームカラーのワインレッドと水色の組み合わせは1897年のユニフォームに始まる。諸説あるが、地元の他2チームが使っていた色を採用したとか、強豪のアストン・ヴィラを真似たとか、またある選手がアストン・ヴィラの選手に徒競走で勝ちユニフォームを貰ったことが起源だとの逸話もある。

## タイトル

### 国内タイトル
- FAカップ：3回
  - 1963-64, 1974-75, 1979-80

- コミュニティーシールド：1回
  - 1964

### 国際タイトル
- UEFAヨーロッパカンファレンスリーグ：1回
  - 2022-23

- UEFAカップウィナーズカップ：1回
  - 1964-65

- UEFAインタートトカップ：1回
  - 1999

## 過去の成績
| シーズン | リーグ戦           | リーグ戦 | リーグ戦 | リーグ戦 | リーグ戦 | リーグ戦 | リーグ戦 | リーグ戦 | リーグ戦 | カップ戦     | リーグ杯     | 欧州カップ / その他            | 欧州カップ / その他 | 最多得点者                                            | 最多得点者 |
| シーズン | ディビジョン       | 試       | 勝       | 分       | 敗       | 得       | 失       | 点       | 順位     | カップ戦     | リーグ杯     | 欧州カップ / その他            | 欧州カップ / その他 | 選手                                                  | 得点       |
| -------- | ------------------ | -------- | -------- | -------- | -------- | -------- | -------- | -------- | -------- | ------------ | ------------ | ------------------------------ | ------------------- | ----------------------------------------------------- | ---------- |
| 1963-64  | ディビジョン1      | 42       | 14       | 12       | 16       | 69       | 74       | 40       | 14位     | 優勝         | 準決勝敗退   |                                |                     | ジョニー・バーン                                      | 33         |
| 1964-65  | ディビジョン1      | 42       | 19       | 4        | 19       | 82       | 71       | 42       | 9位      | 4回戦敗退    | 2回戦敗退    | カップウィナーズカップ         | 優勝                | ジョニー・バーン                                      | 30         |
| 1965-66  | ディビジョン1      | 42       | 15       | 9        | 18       | 70       | 83       | 39       | 12位     | 4回戦敗退    | 準優勝       | カップウィナーズカップ         | 準決勝敗退          | ジェフ・ハースト                                      | 40         |
| 1966-67  | ディビジョン1      | 42       | 14       | 8        | 20       | 80       | 84       | 36       | 16位     | 3回戦敗退    | 準決勝敗退   |                                |                     | ジェフ・ハースト                                      | 41         |
| 1967-68  | ディビジョン1      | 42       | 14       | 10       | 18       | 73       | 69       | 38       | 12位     | 5回戦敗退    | 4回戦敗退    |                                |                     | ジェフ・ハースト                                      | 25         |
| 1968-69  | ディビジョン1      | 42       | 13       | 18       | 11       | 66       | 50       | 44       | 8位      | 5回戦敗退    | 3回戦敗退    |                                |                     | ジェフ・ハースト                                      | 31         |
| 1969-70  | ディビジョン1      | 42       | 12       | 12       | 18       | 51       | 60       | 36       | 17位     | 3回戦敗退    | 3回戦敗退    |                                |                     | ジェフ・ハースト                                      | 18         |
| 1970-71  | ディビジョン1      | 42       | 10       | 14       | 18       | 47       | 60       | 34       | 20位     | 3回戦敗退    | 3回戦敗退    |                                |                     | ジェフ・ハースト                                      | 16         |
| 1971-72  | ディビジョン1      | 42       | 12       | 12       | 18       | 47       | 51       | 36       | 14位     | 5回戦敗退    | 準決勝敗退   |                                |                     | クライド・ベスト                                      | 23         |
| 1972-73  | ディビジョン1      | 42       | 17       | 12       | 13       | 67       | 53       | 46       | 6位      | 4回戦敗退    | 3回戦敗退    |                                |                     | ポップ・ロブソン                                      | 28         |
| 1973-74  | ディビジョン1      | 42       | 11       | 15       | 16       | 55       | 66       | 37       | 18位     | 3回戦敗退    | 2回戦敗退    |                                |                     | ビリー・ボンズ クライド・ベスト                       | 13         |
| 1974-75  | ディビジョン1      | 42       | 13       | 13       | 16       | 58       | 59       | 39       | 13位     | 優勝         | 3回戦敗退    |                                |                     | ビリー・ジェニングス                                  | 14         |
| 1975-76  | ディビジョン1      | 42       | 13       | 10       | 19       | 48       | 61       | 36       | 18位     | 3回戦敗退    | 4回戦敗退    | カップウィナーズカップ         | 準優勝              | アラン・テイラー                                      | 17         |
| 1976-77  | ディビジョン1      | 42       | 11       | 14       | 17       | 46       | 65       | 36       | 17位     | 4回戦敗退    | 4回戦敗退    |                                |                     | ポップ・ロブソン                                      | 14         |
| 1977-78  | ディビジョン1      | 42       | 12       | 8        | 22       | 52       | 69       | 32       | 20位     | 4回戦敗退    | 2回戦敗退    |                                |                     | ポップ・ロブソン                                      | 11         |
| 1978-79  | ディビジョン2      | 42       | 18       | 14       | 10       | 70       | 39       | 50       | 5位      | 3回戦敗退    | 2回戦敗退    |                                |                     | ポップ・ロブソン                                      | 26         |
| 1979-80  | ディビジョン2      | 42       | 20       | 7        | 15       | 54       | 43       | 47       | 7位      | 優勝         | 準々決勝敗退 |                                |                     | デイビッド・クロス                                    | 18         |
| 1980-81  | ディビジョン2      | 42       | 28       | 10       | 4        | 79       | 29       | 66       | 1位      | 3回戦敗退    | 準優勝       | カップウィナーズカップ         | 準々決勝敗退        | デイビッド・クロス                                    | 32         |
| 1981-82  | ディビジョン1      | 42       | 14       | 16       | 12       | 66       | 57       | 58       | 9位      | 4回戦敗退    | 3回戦敗退    |                                |                     | デイビッド・クロス                                    | 19         |
| 1982-83  | ディビジョン1      | 42       | 20       | 4        | 18       | 68       | 62       | 64       | 8位      | 3回戦敗退    | 準々決勝敗退 |                                |                     | ポール・ゴッダード フランソワ・ファン・デル・エルスト | 12         |
| 1983-84  | ディビジョン1      | 42       | 17       | 9        | 16       | 60       | 55       | 60       | 9位      | 5回戦敗退    | 4回戦敗退    |                                |                     | トニー・コッティ                                      | 19         |
| 1984-85  | ディビジョン1      | 42       | 13       | 12       | 17       | 51       | 68       | 51       | 16位     | 準々決勝敗退 | 3回戦敗退    |                                |                     | トニー・コッティ                                      | 24         |
| 1985-86  | ディビジョン1      | 42       | 26       | 6        | 10       | 74       | 40       | 84       | 3位      | 準々決勝敗退 | 3回戦敗退    |                                |                     | フランク・マカヴェニー                                | 28         |
| 1986-87  | ディビジョン1      | 42       | 14       | 10       | 18       | 52       | 67       | 52       | 15位     | 準々決勝敗退 | 5回戦敗退    |                                |                     | トニー・コッティ                                      | 29         |
| 1987-88  | ディビジョン1      | 40       | 9        | 15       | 16       | 40       | 52       | 42       | 16位     | 4回戦敗退    | 3回戦敗退    |                                |                     | トニー・コッティ                                      | 15         |
| 1988-89  | ディビジョン1      | 38       | 10       | 8        | 20       | 37       | 62       | 38       | 19位     | 準々決勝敗退 | 準決勝敗退   |                                |                     | リロイ・ロゼニア                                      | 15         |
| 1989-90  | ディビジョン2      | 46       | 20       | 12       | 14       | 80       | 57       | 72       | 7位      | 3回戦敗退    | 準決勝敗退   |                                |                     | ジュリアン・ディックス                                | 14         |
| 1990-91  | ディビジョン2      | 46       | 24       | 15       | 7        | 60       | 34       | 87       | 2位      | 準決勝敗退   | 3回戦敗退    |                                |                     | トレヴァー・モーリー                                  | 17         |
| 1991-92  | プレミアリーグ     | 42       | 9        | 11       | 22       | 37       | 59       | 38       | 22位     | 5回戦敗退    | 4回戦敗退    |                                |                     | マイク・スモール                                      | 18         |
| 1992-93  | ディビジョン1      | 46       | 26       | 10       | 10       | 81       | 41       | 88       | 2位      | 4回戦敗退    | 2回戦敗退    |                                |                     | トレヴァー・モーリー                                  | 22         |
| 1993-94  | プレミアリーグ     | 42       | 13       | 13       | 16       | 47       | 58       | 52       | 13位     | 準々決勝敗退 | 3回戦敗退    |                                |                     | トレヴァー・モーリー                                  | 16         |
| 1994-95  | プレミアリーグ     | 42       | 13       | 11       | 18       | 44       | 48       | 50       | 14位     | 4回戦敗退    | 4回戦敗退    |                                |                     | トニー・コッティ                                      | 15         |
| 1995-96  | プレミアリーグ     | 38       | 14       | 9        | 15       | 43       | 52       | 51       | 10位     | 4回戦敗退    | 3回戦敗退    |                                |                     | トニー・コッティ                                      | 12         |
| 1996-97  | プレミアリーグ     | 38       | 10       | 12       | 16       | 39       | 48       | 42       | 14位     | 3回戦敗退    | 4回戦敗退    |                                |                     | ポール・キットソン ジュリアン・ディックス             | 9          |
| 1997-98  | プレミアリーグ     | 38       | 16       | 8        | 14       | 56       | 57       | 56       | 8位      | 準々決勝敗退 | 準々決勝敗退 |                                |                     | ジョン・ハートソン                                    | 24         |
| 1998-99  | プレミアリーグ     | 38       | 16       | 9        | 13       | 46       | 53       | 57       | 5位      | 3回戦敗退    | 2回戦敗退    |                                |                     | イアン・ライト                                        | 9          |
| 1999-00  | プレミアリーグ     | 38       | 15       | 10       | 13       | 52       | 53       | 55       | 9位      | 3回戦敗退    | 準々決勝敗退 | インタートトカップUEFAカップ   | 優勝2回戦敗退       | パオロ・ディ・カーニオ                                | 17         |
| 2000-01  | プレミアリーグ     | 38       | 10       | 12       | 16       | 45       | 50       | 42       | 15位     | 準々決勝敗退 | 4回戦敗退    |                                |                     | フレデリック・カヌーテ                                | 14         |
| 2001-02  | プレミアリーグ     | 38       | 15       | 8        | 15       | 48       | 57       | 53       | 7位      | 4回戦敗退    | 2回戦敗退    |                                |                     | ジャーメイン・デフォー                                | 14         |
| 2002-03  | プレミアリーグ     | 38       | 10       | 12       | 16       | 42       | 59       | 42       | 18位     | 4回戦敗退    | 3回戦敗退    |                                |                     | ジャーメイン・デフォー                                | 11         |
| 2003-04  | ディビジョン1      | 46       | 19       | 17       | 10       | 67       | 45       | 74       | 4位      | 5回戦敗退    | 3回戦敗退    |                                |                     | ジャーメイン・デフォー                                | 15         |
| 2004-05  | チャンピオンシップ | 46       | 21       | 10       | 15       | 66       | 56       | 73       | 6位      | 4回戦敗退    | 3回戦敗退    |                                |                     | マーロン・ヘアウッド                                  | 22         |
| 2005-06  | プレミアリーグ     | 38       | 16       | 7        | 15       | 52       | 55       | 55       | 9位      | 準優勝       | 3回戦敗退    |                                |                     | マーロン・ヘアウッド                                  | 16         |
| 2006-07  | プレミアリーグ     | 38       | 12       | 5        | 21       | 35       | 59       | 41       | 15位     | 4回戦敗退    | 3回戦敗退    | UEFAカップ                     | 1回戦敗退           | ボビー・ザモラ                                        | 11         |
| 2007-08  | プレミアリーグ     | 38       | 13       | 10       | 15       | 42       | 50       | 49       | 10位     | 3回戦敗退    | 準々決勝敗退 |                                |                     | ディーン・アシュトン                                  | 12         |
| 2008-09  | プレミアリーグ     | 38       | 14       | 9        | 15       | 42       | 45       | 51       | 9位      | 5回戦敗退    | 3回戦敗退    |                                |                     | カールトン・コール                                    | 10         |
| 2009-10  | プレミアリーグ     | 38       | 8        | 11       | 19       | 47       | 66       | 35       | 17位     | 3回戦敗退    | 4回戦敗退    |                                |                     | カールトン・コール                                    | 10         |
| 2010-11  | プレミアリーグ     | 38       | 7        | 12       | 19       | 43       | 70       | 33       | 20位     | 準々決勝敗退 | 準決勝敗退   |                                |                     | カールトン・コール                                    | 11         |
| 2011-12  | チャンピオンシップ | 46       | 24       | 14       | 8        | 81       | 48       | 86       | 3位      | 3回戦敗退    | 1回戦敗退    |                                |                     | カールトン・コール                                    | 15         |
| 2012-13  | プレミアリーグ     | 38       | 12       | 10       | 16       | 45       | 53       | 46       | 10位     | 3回戦敗退    | 3回戦敗退    |                                |                     | ケヴィン・ノーラン                                    | 10         |
| 2013-14  | プレミアリーグ     | 38       | 11       | 7        | 20       | 40       | 51       | 40       | 13位     | 3回戦敗退    | 準決勝敗退   |                                |                     | ケヴィン・ノーラン                                    | 7          |
| 2014-15  | プレミアリーグ     | 38       | 12       | 11       | 15       | 44       | 47       | 47       | 12位     | 5回戦敗退    | 2回戦敗退    |                                |                     | ディアフラ・サコ                                      | 11         |
| 2015-16  | プレミアリーグ     | 38       | 16       | 14       | 8        | 62       | 65       | 62       | 7位      | 準々決勝敗退 | 3回戦敗退    | UEFAヨーロッパリーグ           | 予選3回戦敗退       | ディミトリ・パイェ                                    | 12         |
| 2016-17  | プレミアリーグ     | 38       | 12       | 9        | 17       | 47       | 64       | 45       | 11位     | 3回戦敗退    | 準々決勝敗退 | ヨーロッパリーグ               | プレーオフ敗退      | マイケル・アントニオ                                  | 9          |
| 2017-18  | プレミアリーグ     | 38       | 10       | 12       | 16       | 48       | 68       | 42       | 13位     | 4回戦敗退    | 準々決勝敗退 |                                |                     | マルコ・アルナウトヴィッチ                            | 11         |
| 2018-19  | プレミアリーグ     | 38       | 15       | 7        | 16       | 52       | 55       | 52       | 10位     | 4回戦敗退    | 4回戦敗退    |                                |                     | マルコ・アルナウトヴィッチ                            | 11         |
| 2019-20  | プレミアリーグ     | 38       | 10       | 9        | 19       | 49       | 62       | 39       | 16位     | 4回戦敗退    | 3回戦敗退    |                                |                     | マイケル・アントニオ                                  | 10         |
| 2020-21  | プレミアリーグ     | 38       | 19       | 8        | 11       | 62       | 47       | 65       | 6位      | 5回戦敗退    | 4回戦敗退    |                                |                     | マイケル・アントニオ トマーシュ・ソウチェク           | 10         |
| 2021-22  | プレミアリーグ     | 38       | 16       | 8        | 14       | 60       | 51       | 56       | 7位      | 5回戦敗退    | 準々決勝敗退 | ヨーロッパリーグ               | 準決勝敗退          | ジャロッド・ボーウェン                                | 18         |
| 2022-23  | プレミアリーグ     | 38       | 11       | 7        | 20       | 42       | 55       | 40       | 14位     | 5回戦敗退    | 準々決勝敗退 | ヨーロッパカンファレンスリーグ | 優勝                | マイケル・アントニオ                                  | 14         |
| 2023-24  | プレミアリーグ     | 38       | 14       | 10       | 14       | 60       | 74       | 52       | 9位      | 3回戦敗退    | 準々決勝敗退 | ヨーロッパリーグ               | ベスト8             | ジャロッド・ボーウェン                                | 20         |
| 2024-25  | プレミアリーグ     | 38       |          |          |          |          |          |          | 位       |              |              |                                |                     | 不明の旗                                              |            |

## 欧州の成績
| シーズン | 大会                               | ラウンド   | 対戦相手                       | ホーム     | アウェー | 合計        |  |
| -------- | ---------------------------------- | ---------- | ------------------------------ | ---------- | -------- | ----------- |  |
| 1964-65  | UEFAカップウィナーズカップ         | 1回戦      | ヘント                         | 1-1        | 1-0      | 2-1         |  |
| 1964-65  | UEFAカップウィナーズカップ         | 2回戦      | スパルタ・プラハ               | 2-0        | 1-2      | 3-2         |  |
| 1964-65  | UEFAカップウィナーズカップ         | 準々決勝   | ローザンヌ・スポルト           | 4-3        | 2-1      | 6-4         |  |
| 1964-65  | UEFAカップウィナーズカップ         | 準決勝     | レアル・サラゴサ               | 2-1        | 1-1      | 3-2         |  |
| 1964-65  | UEFAカップウィナーズカップ         | 決勝       | 1860ミュンヘン                 | 2-0        | 2-0      | 2-0         |  |
| 1965-66  | UEFAカップウィナーズカップ         | 2回戦      | オリンピアコス                 | 4-0        | 2-2      | 6-2         |  |
| 1965-66  | UEFAカップウィナーズカップ         | 準々決勝   | マクデブルク                   | 1-0        | 1-1      | 2-1         |  |
| 1965-66  | UEFAカップウィナーズカップ         | 準決勝     | ボルシア・ドルトムント         | 1-2        | 1-3      | 2-5         |  |
| 1975-76  | UEFAカップウィナーズカップ         | 1回戦      | ラハティ                       | 3-0        | 2-2      | 5-2         |  |
| 1975-76  | UEFAカップウィナーズカップ         | 2回戦      | アララト・エレバン             | 3-1        | 1-1      | 4-2         |  |
| 1975-76  | UEFAカップウィナーズカップ         | 準々決勝   | ADO                            | 3-1        | 2-4      | 5-5 (a)     |  |
| 1975-76  | UEFAカップウィナーズカップ         | 準決勝     | フランクフルト                 | 3-1        | 1-2      | 4-3         |  |
| 1975-76  | UEFAカップウィナーズカップ         | 決勝       | アンデルレヒト                 | 2-4        | 2-4      | 2-4         |  |
| 1980-81  | UEFAカップウィナーズカップ         | 1回戦      | カスティージャ                 | 5-1        | 1-3      | 6-4         |  |
| 1980-81  | UEFAカップウィナーズカップ         | 2回戦      | ポリテフニカ・ティミショアラ   | 4-0        | 0-1      | 4-1         |  |
| 1980-81  | UEFAカップウィナーズカップ         | 準々決勝   | ディナモ・トビリシ             | 1-4        | 1-0      | 2-4         |  |
| 1999     | UEFAインタートトカップ             | 3回戦      | ヨケリト                       | 1-0        | 1-1      | 2-1         |  |
| 1999     | UEFAインタートトカップ             | 準決勝     | ヘーレンフェーン               | 1-0        | 1-0      | 2-0         |  |
| 1999     | UEFAインタートトカップ             | 決勝       | メス                           | 0-1        | 3-1      | 3-2         |  |
| 1999-00  | UEFAカップ                         | 1回戦      | オシエク                       | 3-0        | 3-1      | 6-1         |  |
| 1999-00  | UEFAカップ                         | 2回戦      | FCSB                           | 0-0        | 0-2      | 0-2         |  |
| 2006-07  | UEFAカップ                         | 1回戦      | パレルモ                       | 0-1        | 0-3      | 0-4         |  |
| 2015-16  | UEFAヨーロッパリーグ               | 予選1回戦  | ルシタノス                     | 3-0        | 1-0      | 4-0         |  |
| 2015-16  | UEFAヨーロッパリーグ               | 予選2回戦  | ビルキルカラ                   | 1-0        | 0-1      | 1-1 (5-3 p) |  |
| 2015-16  | UEFAヨーロッパリーグ               | 予選3回戦  | アストラ・ジュルジュ           | 2-2        | 1-2      | 3-4         |  |
| 2016-17  | UEFAヨーロッパリーグ               | 予選3回戦  | ドムジャレ                     | 3-0        | 1-2      | 4-2         |  |
| 2016-17  | UEFAヨーロッパリーグ               | プレーオフ | アストラ・ジュルジュ           | 0-1        | 1-1      | 1-2         |  |
| 2021-22  | UEFAヨーロッパリーグ               | グループH  | ディナモ・ザグレブ             | 0-1        | 2-0      | 1位         |  |
| 2021-22  | UEFAヨーロッパリーグ               | グループH  | ヘンク                         | 3-0        | 2-2      | 1位         |  |
| 2021-22  | UEFAヨーロッパリーグ               | グループH  | ラピード・ウィーン             | 2-0        | 2-0      | 1位         |  |
| 2021-22  | UEFAヨーロッパリーグ               | ラウンド16 | セビージャ                     | 2-0 (延長) | 0-1      | 2-1         |  |
| 2021-22  | UEFAヨーロッパリーグ               | 準々決勝   | リヨン                         | 1-1        | 3-0      | 4-1         |  |
| 2021-22  | UEFAヨーロッパリーグ               | 準決勝     | アイントラハト・フランクフルト | 1-2        | 0-1      | 1-3         |  |
| 2022-23  | UEFAヨーロッパカンファレンスリーグ | プレーオフ | ヴィボー                       | 3-1        | 3-0      | 6-1         |  |
| 2022-23  | UEFAヨーロッパカンファレンスリーグ | グループB  | FCSB                           | 3-1        | 3-0      | 1位         |  |
| 2022-23  | UEFAヨーロッパカンファレンスリーグ | グループB  | シルケボー                     | 1-0        | 3-2      | 1位         |  |
| 2022-23  | UEFAヨーロッパカンファレンスリーグ | グループB  | アンデルレヒト                 | 2-1        | 1-0      | 1位         |  |
| 2022-23  | UEFAヨーロッパカンファレンスリーグ | ラウンド16 | ラルナカ                       | 4-0        | 2-0      | 6-0         |  |
| 2022-23  | UEFAヨーロッパカンファレンスリーグ | 準々決勝   | ヘント                         | 4-1        | 1-1      | 5-2         |  |
| 2022-23  | UEFAヨーロッパカンファレンスリーグ | 準決勝     | AZ                             | 2-1        | 1-0      | 3-1         |  |
| 2022-23  | UEFAヨーロッパカンファレンスリーグ | 決勝       | フィオレンティーナ             | 2-1        | 2-1      | 2-1         |  |
| 2023-24  | UEFAヨーロッパリーグ               | グループA  | TSC                            | 3-1        | 1-0      | 1位         |  |
| 2023-24  | UEFAヨーロッパリーグ               | グループA  | フライブルク                   | 2-0        | 2-1      | 1位         |  |
| 2023-24  | UEFAヨーロッパリーグ               | グループA  | オリンピアコス                 | 1-0        | 1-2      | 1位         |  |
| 2023-24  | UEFAヨーロッパリーグ               | ラウンド16 | フライブルク                   | 5-0        | 0-1      | 5-1         |  |
| 2023-24  | UEFAヨーロッパリーグ               | 準々決勝   | レバークーゼン                 | 1-1        | 0-2      | 1-3         |  |

## 現所属メンバー
プレミアリーグ 2024-25シーズン 開幕フォーメーション（4-1-4-1）
2025年8月6日現在
注：選手の国籍表記はFIFAの定めた代表資格ルールに基づく。
| No. | Pos. |                  | 選手名                           |
| --- | ---- | ---------------- | -------------------------------- |
| 2   | DF   | イングランド     | カイル・ウォーカー＝ピータース   |
| 3   | DF   | イングランド     | マックス・キルマン ★ ()          |
| 5   | DF   | モロッコ         | ナイフ・アゲルド                 |
| 7   | FW   | オランダ         | クリセンシオ・サマーフィル ()    |
| 8   | MF   | イングランド     | ジェームズ・ウォード＝プラウズ   |
| 9   | FW   | ジャマイカ       | マイケル・アントニオ ()★         |
| 10  | MF   | ブラジル         | ルーカス・パケタ ()              |
| 11  | FW   | ドイツ           | ニクラス・フュルクルク           |
| 12  | MF   | セネガル         | エル・ハッジ・マリック・ディウフ |
| 15  | DF   | ギリシャ         | コンスタンティノス・マヴロパノス |
| 17  | FW   | ブラジル         | ルイス・ギリェルミ               |
| 19  | MF   | メキシコ         | エドソン・アルバレス             |
| 20  | FW   | イングランド     | ジャロッド・ボーウェン ★         |
| 21  | GK   | イングランド     | ウェス・フォデリンガム ★         |
| 22  | FW   | コートジボワール | マクスウェル・コルネ ()          |

| No. | Pos. |                  | 選手名                        |
| --- | ---- | ---------------- | ----------------------------- |
| 23  | GK   | フランス         | アルフォンス・アレオラ ()     |
| 24  | MF   | アルゼンチン     | ギド・ロドリゲス ()           |
| 25  | DF   | フランス         | ジャン＝クレール・トディボ () |
| 28  | MF   | チェコ           | トマーシュ・ソウチェク        |
| 29  | DF   | コンゴ民主共和国 | アーロン・ワン＝ビサカ ()     |
| 30  | DF   | イングランド     | オリバー・スカールス          |
| 32  | MF   | イングランド     | フレディ・ポッツ              |
| 33  | DF   | イタリア         | エメルソン・パルミエリ ()     |
| 39  | MF   | スコットランド   | アンディー・アーヴィング      |
| 40  | MF   | イングランド     | ジョージ・アーシー            |
| 42  | DF   | イングランド     | ケラン・ケイシー              |
| 47  | GK   | ハンガリー       | クリスティアン・ヘギ          |
| 50  | FW   | イングランド     | カラム・マーシャル            |
| 61  | MF   | イングランド     | ルイス・オアフォード          |
| --  | FW   | イングランド     | カラム・ウィルソン            |

※括弧内の国旗はその他の保有国籍を、★はホーム・グロウン選手、☆は21歳以下の選手を示す。
監督
- グレアム・ポッター

### ローン移籍選手
in
注：選手の国籍表記はFIFAの定めた代表資格ルールに基づく。
| No. | Pos. |  | 選手名 |
| --- | ---- |  | ------ |

| No. | Pos. |  | 選手名 |
| --- | ---- |  | ------ |

out
注：選手の国籍表記はFIFAの定めた代表資格ルールに基づく。
| No. | Pos. |  | 選手名 |
| --- | ---- |  | ------ |

| No. | Pos. |  | 選手名 |
| --- | ---- |  | ------ |

### 永久欠番
注：選手の国籍表記はFIFAの定めた代表資格ルールに基づく。
| No. | Pos. |              | 選手名         |
| --- | ---- | ------------ | -------------- |
| 6   | DF   | イングランド | ボビー・ムーア |

| No. | Pos. |                | 選手名               |
| --- | ---- | -------------- | -------------------- |
| 38  | FW   | オーストラリア | ディラン・トンビデス |

## 表彰

### ハマーズ・オブ・ザ・イヤー
ハマーズ・オブ・ザ・イヤー（Hammer of the Year）は、サポーターが選ぶそのシーズンに最も印象的な活躍をした選手に贈られる賞である。
トレヴァー・ブルッキングは1976年から78年にかけて3年連続で受賞した最初の選手である。同時に彼は最多となる5回（1972年、1976年、1977年、1978年、1984年）の受賞回数を誇る。ルデク・ミクロシュコは、イギリス国外の選手として初めて受賞した選手であり、2009年から2011年にかけてはスコット・パーカーがブルッキング以来となる3年連続の受賞を果たした。
| 受賞年 | 受賞者                     | 準受賞者                       |
| ------ | -------------------------- | ------------------------------ |
| 1958   | アンディ・マルコム         | –                              |
| 1959   | ケン・ブラウン             | –                              |
| 1960   | マルコム・ムスグローブ     | –                              |
| 1961   | ボビー・ムーア             | –                              |
| 1962   | ローリー・レスリー         | ジョン・ディック               |
| 1963   | ボビー・ムーア             | ジム・スタンデン               |
| 1964   | ジョニー・バーン           | ボビー・ムーア                 |
| 1965   | マーティン・ピータース     | ボビー・ムーア                 |
| 1966   | ジェフ・ハースト           | マーティン・ピータース         |
| 1967   | ジェフ・ハースト           | ボビー・ムーア                 |
| 1968   | ボビー・ムーア             | トレヴァー・ブルッキング       |
| 1969   | ジェフ・ハースト           | ビリー・ボンズ                 |
| 1970   | ボビー・ムーア             | ビリー・ボンズ                 |
| 1971   | ビリー・ボンズ             | ボビー・ムーア                 |
| 1972   | トレヴァー・ブルッキング   | ボビー・ファーガソン           |
| 1973   | ポップ・ロブソン           | トレヴァー・ブルッキング       |
| 1974   | ビリー・ボンズ             | マーヴィン・デイ               |
| 1975   | ビリー・ボンズ             | マーヴィン・デイ               |
| 1976   | トレヴァー・ブルッキング   | グラハム・パドン               |
| 1977   | トレヴァー・ブルッキング   | アラン・デヴォンシャー         |
| 1978   | トレヴァー・ブルッキング   | –                              |
| 1979   | アラン・デヴォンシャー     | ポップ・ロブソン               |
| 1980   | アルヴィン・マーティン     | レイ・スチュワート             |
| 1981   | フィル・パークス           | ジェフ・パイク                 |
| 1982   | アルヴィン・マーティン     | トレヴァー・ブルッキング       |
| 1983   | アルヴィン・マーティン     | フィル・パークス               |
| 1984   | トレヴァー・ブルッキング   | トニー・コッティ               |
| 1985   | ポール・アレン             | トニー・コッティ               |
| 1986   | トニー・コッティ           | フランク・マカヴェニー         |
| 1987   | ビリー・ボンズ             | マーク・ウォード               |
| 1988   | スチュワート・ロブソン     | ビリー・ボンズ                 |
| 1989   | ポール・インス             | ジュリアン・ディックス         |
| 1990   | ジュリアン・ディックス     | スチュアート・スレイター       |
| 1991   | ルデク・ミクロシュコ       | ジョージ・パリス               |
| 1992   | ジュリアン・ディックス     | スティーブ・ポッツ             |
| 1993   | スティーブ・ポッツ         | ケヴィン・キーン               |
| 1994   | トレヴァー・モーリー       | マティ・ホームズ               |
| 1995   | スティーブ・ポッツ         | トニー・コッティ               |
| 1996   | ジュリアン・ディックス     | イアン・ダウイー               |
| 1997   | ジュリアン・ディックス     | スラベン・ビリッチ             |
| 1998   | リオ・ファーディナンド     | スティーブ・ロマーズ           |
| 1999   | シャカ・ヒスロップ         | イアン・ピアーズ               |
| 2000   | パオロ・ディ・カーニオ     | トレヴァー・シンクレア         |
| 2001   | スチュアート・ピアース     | パオロ・ディ・カーニオ         |
| 2002   | セバスチャン・シュメル     | ジョー・コール                 |
| 2003   | ジョー・コール             | ジャーメイン・デフォー         |
| 2004   | マシュー・エザリントン     | マイケル・キャリック           |
| 2005   | テディ・シェリンガム       | マーク・ノーブル               |
| 2006   | ダニー・ガビドン           | マーロン・ヘアウッド           |
| 2007   | カルロス・テベス           | ボビー・ザモラ                 |
| 2008   | ロバート・グリーン         | ジョージ・マッカートニー       |
| 2009   | スコット・パーカー         | ロバート・グリーン             |
| 2010   | スコット・パーカー         | アレッサンドロ・ディアマンティ |
| 2011   | スコット・パーカー         | ロバート・グリーン             |
| 2012   | マーク・ノーブル           | ジェームズ・トムキンス         |
| 2013   | ウィンストン・リード       | ユッシ・ヤースケライネン       |
| 2014   | マーク・ノーブル           | アドリアン                     |
| 2015   | アーロン・クレスウェル     | アドリアン                     |
| 2016   | ディミトリ・パイェ         | マイケル・アントニオ           |
| 2017   | マイケル・アントニオ       | マヌエル・ランシニ             |
| 2018   | マルコ・アルナウトヴィッチ | デクラン・ライス               |
| 2019   | ウカシュ・ファビアンスキ   | デクラン・ライス               |
| 2020   | デクラン・ライス           | アンジェロ・オグボンナ         |
| 2021   | トマーシュ・ソウチェク     | デクラン・ライス               |
| 2022   | デクラン・ライス           | ジャロッド・ボーウェン         |
| 2023   | デクラン・ライス           | サイード・ベンラーマ           |
| 2024   | ジャロッド・ボーウェン     | モハメド・クドゥス             |

### 生涯功労賞
生涯功労賞（Lifetime Achievement Award）は、クラブに多大な貢献をした選手に贈られる賞である。
最初の受賞者には、クラブ最多の出場回数（799試合）を記録するビリー・ボンズはが受賞した。翌年、ハマーズ・オブ・ザ・イヤー最多受賞者のトレヴァー・ブルッキングが受賞。1977-78シーズンにクラブが降格した際、彼は当時イングランド代表のメンバーでありながらクラブに残留することを決断した。2016年にはジョフ・ハーストが受賞。彼は1966年のワールドカップ決勝でハットトリックを達成し、クラブでは1968年のサンダーランド戦で1試合中に6得点を挙げるダブルハットトリックを達成した。
| 受賞年 | 受賞者                         |
| ------ | ------------------------------ |
| 2013   | ビリー・ボンズ MBE             |
| 2014   | サー・トレヴァー・ブルッキング |
| 2015   | マーティン・ピータース MBE     |
| 2016   | サー・ジョフ・ハースト         |
| 2017   | ボビー・ムーア OBE             |
| 2018   | ケン・ブラウン                 |
| 2019   | ロニー・ボイス                 |

### マーク・ノーブル・ヤング・ハマーズ・オブ・ザ・イヤー
マーク・ノーブル・ヤング・ハマーズ・オブ・ザ・イヤー（Mark Noble Young Hammer of the Year）は、そのシーズンに最も活躍した若手選手に贈られる賞であり、いわゆるクラブ年間最優秀若手選手賞にあたる。2022年以前はヤング・ハマーズ・オブ・ザ・イヤー（Young Hammer of the Year）という名称であったが、2000年から2022年に引退するまで活躍したマーク・ノーブルに敬意を称え改称された。
デクラン・ライスは2017年から2019年まで3年連続で受賞し、ウェストハムからアーセナルに移籍する際には当時の英国史上最高額である総額1億500万ポンドの移籍金を記録した。
| 受賞年 | 受賞者                     |
| ------ | -------------------------- |
| 2003   | グレン・ジョンソン         |
| 2004   | マーク・ノーブル           |
| 2005   | マーク・ノーブル           |
| 2006   | アントン・ファーディナンド |
| 2007   | ジュニア・スタニスラス     |
| 2008   | ジェームズ・トムキンス     |
| 2009   | ジャック・コリソン         |
| 2010   | ザヴォン・ハインズ         |
| 2011   | フレディ・シアーズ         |
| 2012   | ダン・ポッツ               |
| 2013   | ジョージ・モンカー         |
| 2014   | サミュエル・ ハウズ        |
| 2015   | リース・バーク             |
| 2016   | リース・オックスフォード   |
| 2017   | デクラン・ライス           |
| 2018   | デクラン・ライス           |
| 2019   | デクラン・ライス           |
| 2020   | ネイサン・ホランド         |
| 2021   | ベン・ジョンソン           |
| 2022   | ベン・ジョンソン           |
| 2023   | ディビン・ムバマ           |
| 2024   | ジョージ・アーシー         |

### ディラン・トンビデス賞
ディラン・トンビデス賞（Dylan Tombides Award）は、アカデミーの優秀な選手に贈られるもので、ウェストハムとU-23オーストラリア代表の選手でありながら2014年4月に20歳の若さでこの世を去ったディラン・トンビデスに敬意を表して名付けられた。
| 受賞年 | 受賞者                   |
| ------ | ------------------------ |
| 2014   | ジョシュ・カレン         |
| 2015   | リース・オックスフォード |
| 2016   | デクラン・ライス         |
| 2017   | ドミンゴス・クイナ       |
| 2018   | コナー・コベントリー     |
| 2019   | アジ・アリース           |
| 2020   | ウィル・グリニッジ       |
| 2021   | ジェイデン・フェブリエ   |
| 2022   | ソニー・パーキンス       |
| 2023   | ギオデン・コドゥア       |
| 2024   | Ezra Mayers              |